# Хафнер, Томо
Томми «Томо» Хафнер (словен. Tommy "Tomo" Hafner, родился 19 июля 1980 в Есенице) — словенский хоккеист, центральный нападающий. Играет как в хоккей с шайбой, так и хоккей на роликовых коньках (в последнем виде спорта выступает за команду «Краньска-Гора»). Сын хоккеиста и тренера Эдо Хафнера, младший брат хоккеиста Милана Хафнера.

## Карьера

### Клубная
Воспитанник школы клуба «Есенице», выступал за этот клуб с 2000 по 2012 годы с перерывами (с 2006 года в рамках чемпионата Австрии): в 2001 году играл за «ХИТ Казино» из Краньски-Горы, в сезоне 2002/2003 за МК из Бледа. В 2008 году впервые приехал в США, там играл за команду «Блумингтон Преритандер». В 2012 году играл за клуб «Триглав», позднее перешёл в нидерландский клуб «Смоук Итерс Гелен». 2013 год начинал в составе испанской команды «Хака». В конце 2013 года Хафнер подписал контракт с «Астаной».

### Сборная
В сборной Словении играет с 2005 года, выступал на чемпионате мира 2008 года в высшем дивизионе.